# Dieu et mon droit

Motto-ul apare pe banda de sub scut, pe versiunea stemei regale a Regatului Unit, folosită în afara Scoției.

„Dieu et mon droit” (pronunție în franceză [djø e mɔ̃ dʁwa]), înseamnă „Dumnezeu și dreptul meu”, este deviza monarhiei britanice de pe vremea lui Henric al V-lea al Angliei (domnia lui 1413-1422), în afara Scoției. Apare pe o bandă sub scutul stemei Regatului Unit. Se spune că deviza a fost folosit pentru prima dată de Richard I (1157–1199) ca un strigăt de luptă și se presupune a fi o referire la strămoșii lui francezi (într-adevăr vorbea franceză și occitană, dar știa doar engleză de bază) și conceptul dreptului divin al Monarhului de a guverna. Acesta a fost adoptat ca motto regal al Angliei de către regele Henric V (1386–1422) cu sintagma „și dreptul meu” referindu-se la revendicarea sa prin descendență la coroana franceză.
Acest motto face referire la dreptul divin al regilor, și a fost folosit ca expresie. În franceza de azi, expresia „Mon droit divin” ar respecta sensul inițial și ar fi mai puțin confuză.

## Limba
Deviza este franceză pentru „Dumnezeu și dreptul meu”, ceea ce înseamnă că regele este „Rex Angliae Dei gratia”: Regele Angliei prin grația lui Dumnezeu. Este folosit pentru a presupune că monarhul unei națiuni are un drept (divin) dat de Dumnezeu de a guverna.
Pentru ca stema regală a Regatului Angliei să aibă un motto în limba franceză, mai degrabă decât în engleză, nu a fost neobișnuit, dat fiind faptul că limba franceză normandă a fost limba principală a Curții Regale engleze și a clasei conducătoare după domnia lui Wilhelm Cuceritorul și mai târziu Plantagenet. O altă frază franceză veche mai există. Motto-ul Ordinului Jartierei, Honi soit qui mal y pense („Rușine aceluia care de rău gândește”), apare pe o reprezentare a unei jartiere în spatele scutului. Ortografia franceză modernă a modificat-o din honi în honni, dar deviza nu a fost actualizată.